# Pee dee
Els pee dee (també escrit pedee i peedee) són una nació d'amerindis del sud-est dels Estats Units; la seva població es concentra al Piedmont de l'actual Carolina del Sud. Quatre tribus que reclamen ascendència pee dee han estat reconegudes oficialment per l'Estat des de 2005; cap té el reconeixement federal. En els segles XVII i XVIII, els colons anglesos denominen el riu Pee Dee i la regió Pee Dee de Carolina del Sud per la nació.
Els pee dee formaven part de la cultura del Mississipi dels Apalatxes del meridionals que es va desenvolupar a la regió cap al 980 CE, que s'estenia en l'actual Carolina del Nord i Tennessee. La seva vila i monticle Town Creek Indian Mound han estat designats Monument Històric Nacional, l'únic punt de referència a Carolina del Nord per commemorar una cultura ameríndia. Els estudiosos no estan segurs de la llengua pee dee, encara que probablement era relacionada amb les llengües siouan, igual que les llengües de les petites tribus veïnes a la regió de Piedmont.

## Història prèvia a contacte

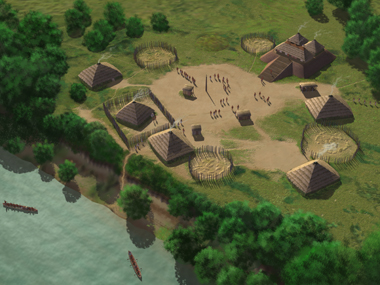
Representació artística del lloc de Town Creek Indian Mound (mitjan s. XIV)

Els pee dee eren part de la cultura del Mississipi dels Apalatxes meridionals i part d'una societat complexa més gran coneguda com a Constructors de monticles amb fins espirituals i polítics. Van participar en una àmplia xarxa de comerç que s'estenia des de Geòrgia a Carolina del Sud, a l'est Tennessee, i així com les regions de muntanya i Piedmont de Carolina del Nord. La investigació arqueològica ha demostrat que els pee dee s'havien desenvolupat a la regió en la seva cultura pel 980 CE i prosperat a la regió del riu Pee Dee de les actuals Carolina del Nord i Carolina del Sud durant l'era precolombina. A tall d'exemple, el Town Creek Indian Mound a Carolina del Nord occidental va ser ocupat des d'aproximadament 1150-1400 de la CE.
En el seu treball de 1970 l'antropòleg Charles Hudson havia descrit els avantpassats prehistòrics i protohistòrics dels pee dee com possiblement un "cacicat meridional" del tipus de la cultura del Mississipi del sud-est. Hi ha proves que al voltant de 1550 dC uns pee dee històrics emigraren de la part baixa del riu Pee Dee de la planura costanera atlàntica cap a l'alt riu Pee Dee riu del Piedmont. Tribus veïnes al Piedmont parlaven llengües sioux, però les dels Lowcountry parlaven llengües algonquines. Hudson va pensar que els pee dee es van concentrar al Piedmont prop d'un segle.

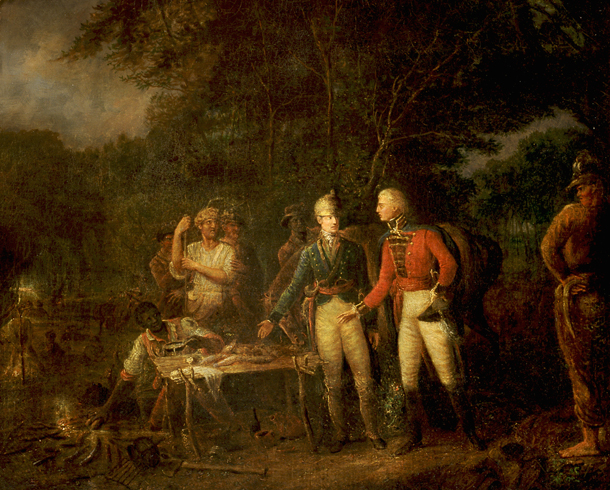
Francis Marion, el general sota el qual els pee dee lluitaren en la Revolució Americana.

Una àmplia investigació arqueològica durant 50 anys des de 1937 a la vila i jaciment de Town Creek Indian Mound a l'oest de Carolina del Nord, prop de la frontera amb Carolina del Sud, ha proporcionat coneixements sobre la seva cultura.

## Història colonial i del segle XIX
Els colons anglesos es van assentar per primera vegada a les zones costaneres, com Charleston i Savannah. Els seus comerciants van penetrar a l'interior, establint relacions amb diverses tribus d'indis americans, entre ells els pee dee.
Els amerindis van resistir la invasió de colons, i al segle xviii va esclatar la Guerra Tuscarora. Els tuscarores eren una tribu de parla iroquesa, i els amerindis normalment s'alineaven per afiliacions lingüístiques. Els pee dee s'aliaren amb altres nacions ameríndies i els colons anglesos contra els tuscarores, ajudant a derrotar-los. Com a resultat, la majoria dels tuscarora van abandonar la zona i van emigrar cap al nord, arribant a l'actual Nova York per unir-se als iroquesos afins al voltant dels Grans Llacs. Els seus dirigents van dir que els tuscarores restant a Carolina del Sud després de 1722 ja no es consideraven part de la tribu.
Les relacions polítiques es formaren entre els pee dee i altres tribus de la zona en aquest moment continuaren les seves aliances de la Guerra Yamasee. La Guerra Yamasee de 1715-1717 va donar lloc a canvis importants entre les tribus del sud-est. Segons algunes versions els pee dee, juntament amb moltes altres tribus, van ser "totalment extirpats". Però alguns supervivents podrien haver trobat refugi amb els catawbes, que eren situats més a prop de la frontera de Carolina del Sud i del Nord. Altres supervivents s'hi van mantenir, ja fos al llarg de la part baixa del riu Pee Dee o retornats en els anys posteriors a la Guerra Yamasee.
El 1737 la tribu va sol·licitar a Carolina del Sud una parcel·la de terra per viure-hi. Juntament amb els notchees o nochis van ser traslladats a una reserva de 100 acres (0,40 km²) prevista per James Coachman a 1738. Aquesta reserva va era al comtat de Berkeley, al llarg del riu Edisto.
Els conflictes dels catawbes 1744 van obligar els pee dee a marxar de les terres de la reserva i dels assentaments blancs. Els colons de Carolina del Sud que es referien als indis que vivien a les zones colonitzades com a "indis d'assentament." Una llista de 1740 d'aquestes tribus incloïa els pee dee. En 1752 els catawbes sol·licitaren a Carolina del Sud encoratjar als pee dee "indis d'assentament" a traslladar-se cap al nord i reunir-se amb els catawbes.
Durant la Revolució Americana, una companyia de guerrers pee dee va lluitar amb els continentals sota el general euroamericà Francis Marion. Coneguda com la Raccoon Company, la seva companyia de fusellers era encapçalada pel capità John Alston, un colon. Un grup d'homes pee dee que havia viscut a la terra de John Coachman es van registrar com que estaven sota la comandament del Coronel William Thompson. Molts dels milicians van rebre concessions de terres com a forma de pagament després de la conclusió de la guerra.
Després de la revolució americana, la tribu pee dee va ser esmentada només una vegada en els documents governamentals. Durant dècades els descendents pee dee es van casar amb residents blancs i negres. Sota els termes de la segregació es van veure obligats a incloure's en una o altra categoria. Alguns membres de la tribu romanent començaren l'assimilació a la societat blanca majoritària. Això va permetre als seus descendents evitar la deportació a Territori Indi (avui Oklahoma) en la dècada de 1830.

## Tribu contemporània
Tal assimilació va portar a una sèrie de qüestions en el segle xx. Durant període de la segregació racial al Sud i la classificació de totes les persones en una societat binària, aparèixer i ser identificat com a «blanc» comportava més privilegis i llibertat. Atès que molts pee dee eren d'ascendència mixta, alguns van començar a identificar-se com a blanc per fer la seva vida diària més fàcil, i assimilar-se a poc a poc a la comunitat blanca. L'estat classificava els de pell més fosca com a negres i va fer que els seus fills assistissin a escoles segregades "negres". Alguns van assistir a una de les poques escoles índies al voltant de Neeses i a Charleston durant aquest temps.
Algunes institucions pee dee creades durant els anys de la segregació s'han mantingut fins als nostres dies. Un exemple és l'Església Metodista Rocky Swamp, amb una majoria de congregació pee dee, a Orangeburg (Carolina del Sud). Els seus membres observen una combinació de religions metodista i de Native American Church. Molts pee dee estan enterrats al seu històric cementiri.
Les persones que s'identifiquen com a pee dee viuen principalment als comtats de Dillon i Marlboro a Carolina del Sud. Altres descendents de la tribu històrica s'han afiliat a diverses tribus diferents, com ara els catawbes: els membres en la seva majoria viuen a Carolina del Sud, Carolina del Nord i Geòrgia.
Des de l'any 2005, Carolina del Sud ha reconegut grups pee dee organitzats com tribus reconegudes estatalment. Algunes inclouen descendents d'altres pobles que s'han organitzat amb ells. Els grups són:

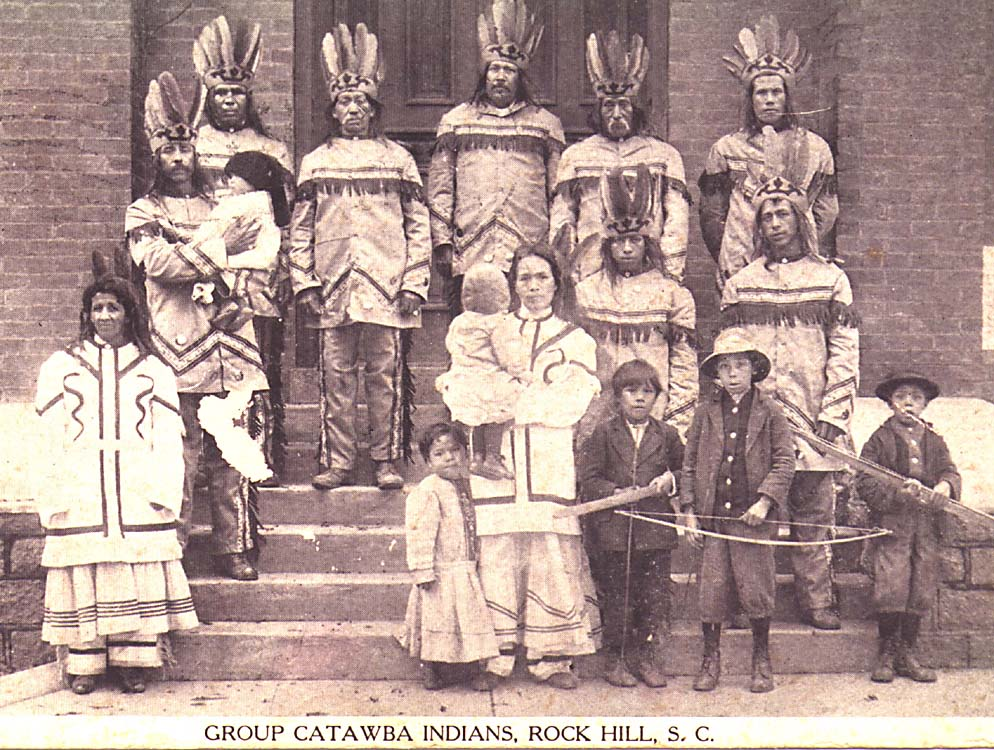
Una imatge de membres de la nació catawba en l'Exposició de Blat de Moro de 1913 a Rock Hill (Carolina del Sud).

- Nació Pee Dee d'Alta Carolina del Sud (reconeguda en 2005), 532 membres, viuen principalment als comtats de Dillon i Marlboro ;[18]
- Indis Beaver Creek (reconeguts en 2006), principalment al comtat d'Orangeburg entre els meandres del riu Edisto;
- Tribu Índia Pee Dee de Carolina del Sud (reconeguda en 2006),[19] i
- Nació Índia Pee Dee de Beaver Creek (reconeguda en 2007).

Qüestions d'identitat i de política han impedit que aquestes bandes s'uneixin com una tribu pee dee. Cadascuna també està buscant el reconeixement federal. L'única tribu a Carolina del Sud que s'ha guanyat el reconeixement federal és la dels relacionats catawbes.

## Llengua
Poc se sap sobre quin tipus de llengua van parlar els històrics pee dee. Sobre la base d'una teoria proposada per James Mooney en el seu Siouan Tribes of the East (1894), i reforçat per John Reed Swanton en el seu assaig de 1936 "Early History of the Eastern Siouan Tribes", se suposa que els pee dee havien parlat una llengua sioux, específicament una llengua sioux "oriental". La recerca arqueològica que documenta la cultura pee dee al Piedmont des de finals del segle X suggereix que podien haver parlat una llengua sioux, en comú amb altres tribus que van sorgir en aquesta regió.